# Język protobułgarski
Język protobułgarski (Bolğar, bułg. прабългарски език) – wymarły język zaliczany tradycyjnie do rodziny tureckiej. Posługiwali się nim Protobułgarzy w IX wieku.
Język ten cechowało zjawisko rotacyzmu (przejścia określonej głoski w określonej pozycji w głoskę ‘r’) i lambdalizmu (zamiany w ‘l’).
Z języka tego napłynęła do współczesnej bułgarszczyzny nieznaczna liczba wyrazów, np. бъбрек (nerka) czy кумир (bożek, idol). Kilkanaście słów pochodzenia protobułgarskiego zachowało się także w języku węgierskim:
| węgierski         | czuwaski     | turecki           |
| ----------------- | ------------ | ----------------- |
| gyümölcs (owoce)  | çимĕç        | yemiş (orzechy)   |
| sárga (żółty)     | шурă (biały) | sari              |
| sok (dużo)        |              | çok               |
| szél (wiatr)      | çил          | yel               |
|                   | çер          | yer               |
| szőlő (winogrono) | çырла        | çilek (truskawka) |